# Francesco Indovina
Francesco Indovina (Termini Imerese, 11 de septiembre de 1933) es un urbanista, editor y profesor universitario italiano.

## Biografía
Francesco Indovina nació en 1933 en Termini Imerese, Sicilia. Parte de su infancia y la adolescencia se cruzó con la Segunda Guerra Mundial y la posguerra. Su padre era médico y murió fusilado por los nazis hacia el fin del conflicto; su madre era profesora.
Se incorporó a la Universidad de Palermo para estudiar Derecho. No le atrajeron los destinos habituales de un jurista como la abogacía o la judicatura, y se inclinó más por cuestiones económicas, lo que se refleja en su tesis de licenciatura titulada Examen crítico de la teoría de la doble imposición sobre el ahorro (1956). Después, y gracias a una beca, continuó su formación económica en el Istituto Superiore per Imprenditori e Dirigenti di Azienda, también en Palermo. Allí desarrolló, junto con otros jóvenes en formación, un proyecto sociológico sobre una comunidad en brusca transformación por el hallazgo de un yacimiento de petróleo, obra que se publicó en 1959 como Ragusa: comunita in transizione?, y que ha sido un «clásico de los estudios sociológicos locales en Italia». El trabajo le permitió, con solo 25 años, establecerse en Milán de la mano de Silvio Leonardi en el Centro de Estudios e Investigaciones sobre la Estructura Económica Italiana. La entidad, de reciente creación, le posibilitó trabajar con economistas y urbanistas también jóvenes que formarían con el tiempo la Escuela Italiana de Economía Industrial como Giacomo Becattini, Siro Lombardini, Franco Nomigliano o Paolo Sylos Labini. En 1962 pasó al Instituto Lombardo para los Estudios Económicos y Sociales donde trabó contacto con quienes serían años después responsables de la política económica italiana desde la izquierda como Bettino Craxi o Nino Andreatta, entre muchos.
Ya con treinta años comenzó a dar clases en el Politécnico de Milán y la Universidad de Pavía. Su larga trayectoria lo ha convertido en un reputado urbanista distinguido en campos como los estudios territoriales, económicos y sociales. Durante treinta años de investigación desde el Istituto Universitario di Architettura di Venezia (IUAV), donde fue profesor en la Facultad de Planificación del territorio, ha hecho aportaciones decisivas en el estudio de los procesos de dispersión de la ciudad. También fue profesor en la Facultad de Arquitectura de la Universidad de Sassari.
Ha participado en el debate sobre la práctica urbanística desde su intensa actividad editorial reflejada en dos colecciones, «Economy» y «Studi urbani e regionali» (Franco Angeli editores) además de la colaboración regular en varios periódicos y revistas, entre otras Archivio di studi urbani e regionali y Economia e società regionale - Oltre il ponte, de las que es también redactor y miembro del comité editorial. Es autor de libros como Il territorio derivato (Franco Angeli, 2004), Governare la città con l'urbanistica (Maggioli, 2005), La  ciudad de baja intensidad (Diputación de Barcelona, 2007), Dalla città diffusa all'arcipelago metropolitano (Franco Angeli, 2009) y Nuovo lessico urbano (2009).
Finalmente, en el terreno político, estuvo comprometido con la izquierda italiana desde el Partido Socialista de Italia primero, continuando después con el Partido Socialista Italiano de Unidad Proletaria.